# کانشی (شعر)
کانشی (به ژاپنی: 漢詩 Kanshi)، اصطلاحی ژاپنی است که برای شعر چینی به‌طور کلی و همچنین شعر ژاپنی سروده شده به زبان چینی توسط شاعران ژاپنی استفاده می‌شود. معنای تحت‌اللفظی آن شعر هان است. کانشی محبوب‌ترین قالب شعری در اوایل دوره هی‌آن در ژاپن در بین اشراف ژاپنی بود و تا دوره مدرن رواج داشت.
تاریخچه
قدیمی‌ترین مجموعه کانشی، کایفوسو بود که در سال ۷۵۱ گردآوری شد. همچنین یکی از اولین آثار ادبیات ژاپنی بود و به گفته جودیت رابینویچ و تیموتی برادستاک، مجموعه‌ای از اشعار گاه به گاه بود که از سال ۶۷۲ تا ۷۵۱ میلادی سروده شده بود.